# Dane Ingham
Dane Ingham (Lismore, 8 giugno 1999) è un calciatore neozelandese, di origini australiane, difensore del Newcastle United Jets.

## Carriera

### Club
Ha sempre giocato nel campionato australiano.

### Nazionale
Ha esordito in Nazionale nel 2017, venendo poi convocato per la Confederations Cup dello stesso anno.